# Edisongänga
Edisongänga eller edisonsockel används på sockeln för flera typer av ljuskällor som till exempel glödlampor, halogenlampor, diodlampor och lågenergilampor, men även för diazed-säkringar. Gängan betecknas E och siffrorna i beteckningen avser gängans diameter i millimeter.

## Vanliga dimensioner
- E5 och E5,5 – miniatyrlampor för modeller i liten skala, dekorationsändamål.
- E10 – för ficklampor, skalbelysningar, julgransbelysningar, elektriska adventsljusstakar och liknande.
- E14 – tidigare benämning mignon; franska, betyder liten och nätt, söt.
- E27 – standardgänga för lampor.
- E33 – vid höga effekter.
- E40 – benämns även goliat; vid mycket höga effekter vanligen 300 W och uppåt för glödlampor, 100 W och uppåt för gasurladdningslampor såsom den i gatubelysning tidigare vanligt förekommande kvicksilverlampan.

I USA förekommer även E12, E17 och E26, men dessa är ovanliga i Sverige.

## Ljuskällor med Edisongänga

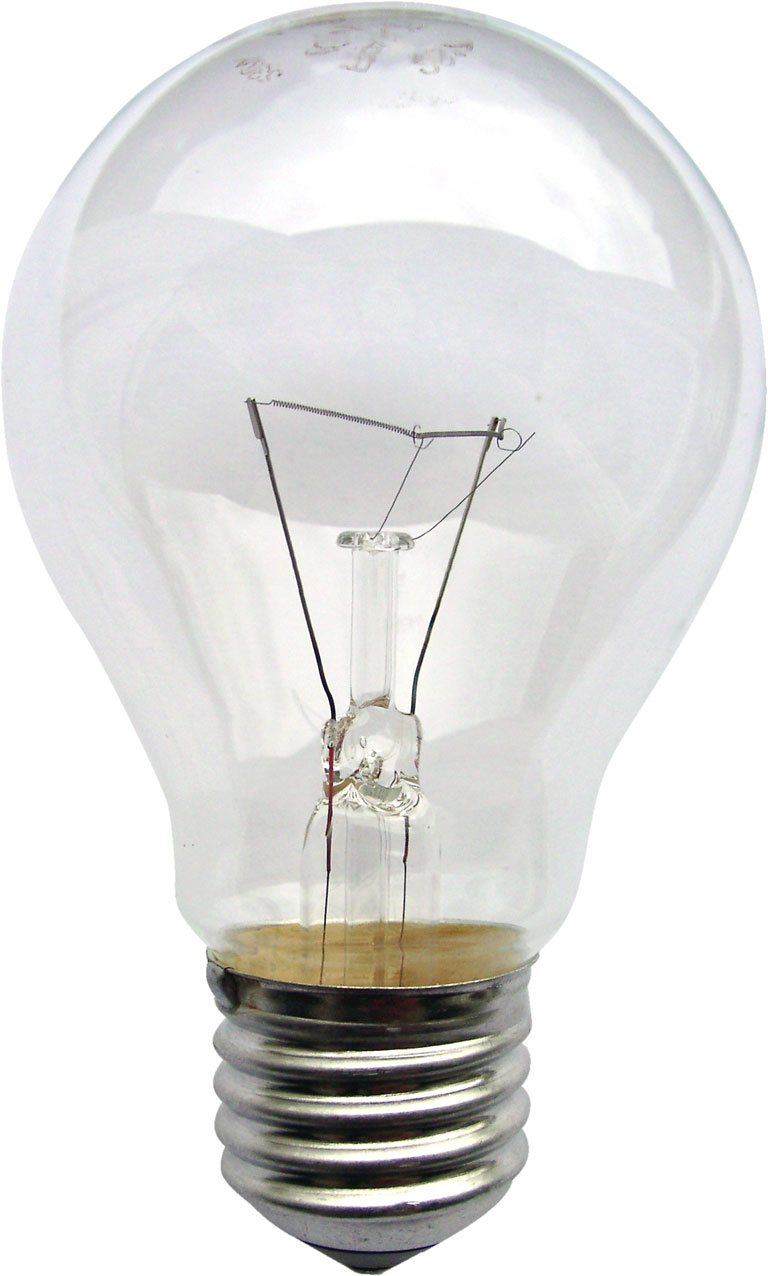
Glödlampa
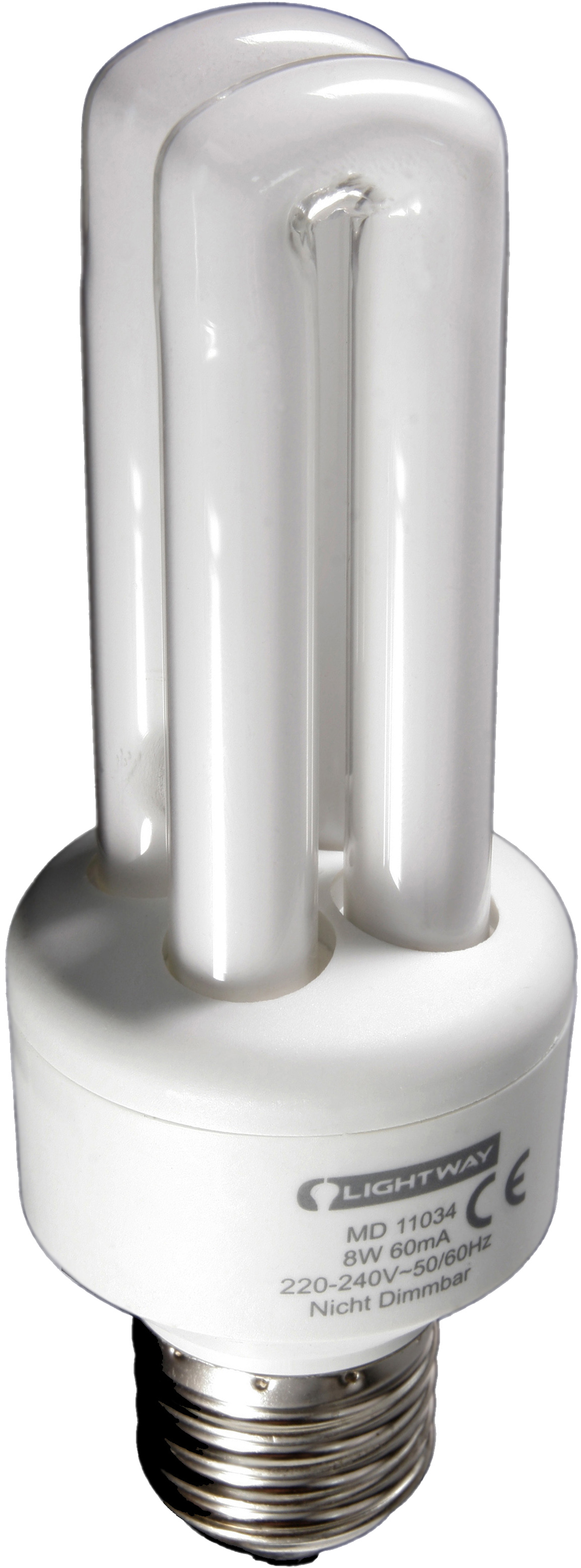
Lågenergilampa
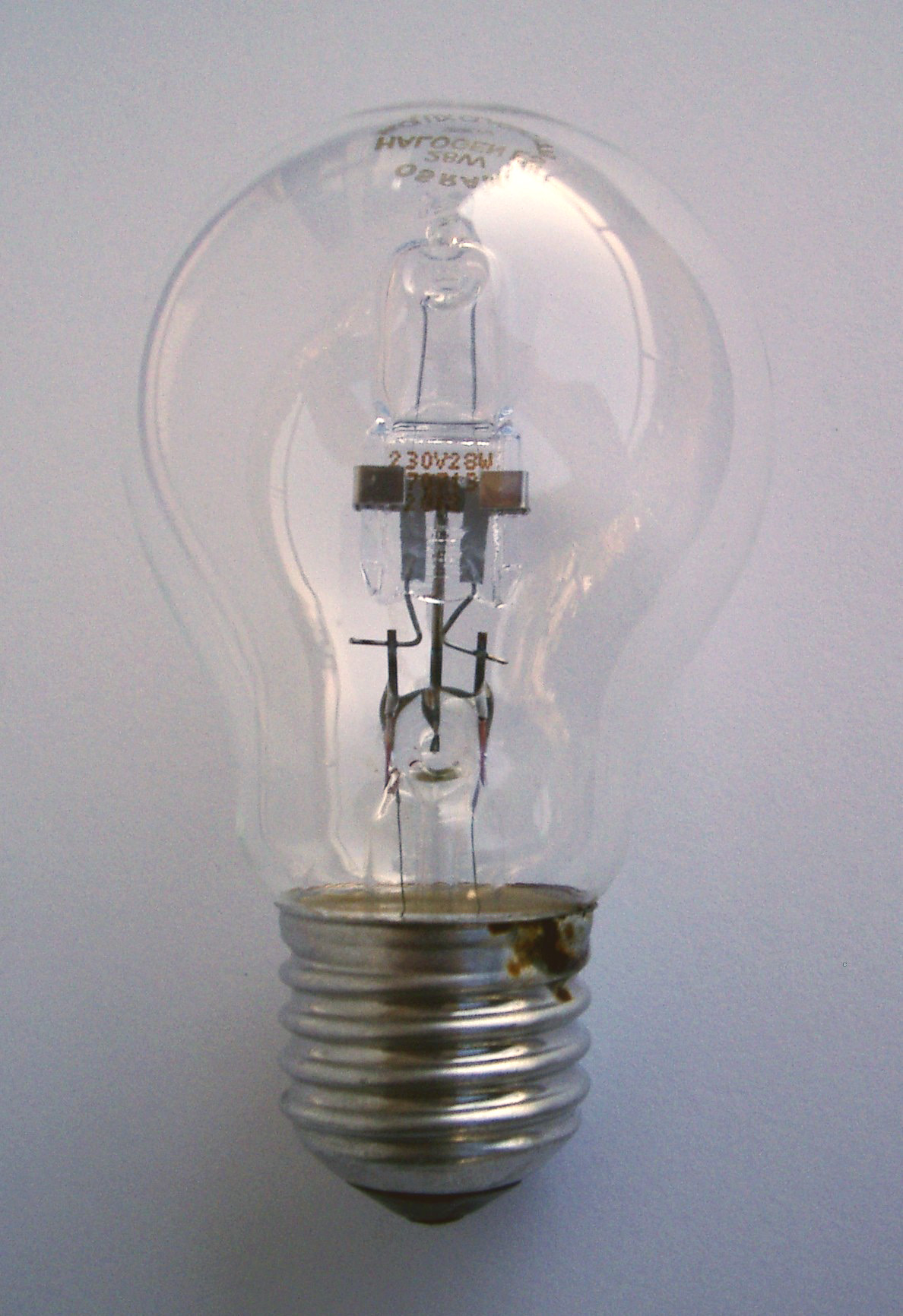
Halogenlampa
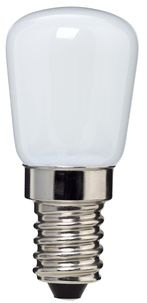
Diodlampa

## Smältproppar
Edisongänga används även på propphuvar för Diazed-säkringar:
| Gänga I   | E14 |
| Gänga II  | E27 |
| Gänga III | E33 |